# Muntanya de Can Mont
La Muntanya de Can Mont és una serra al municipi de Calonge a la comarca del Baix Empordà, amb una elevació màxima de 283 metres. El seu nom prové d'un mas muntanyer Can Mont, també anomenat Mas Mont.

## Punts d'interès
- La Torre de la Creu del Castellar, restes d'una torre de guaita medieval, mirador
- Castellbarri: restes d'un assentament ibèric i d'una torre de guaita medieval, mirador
- La Font de Can Mont

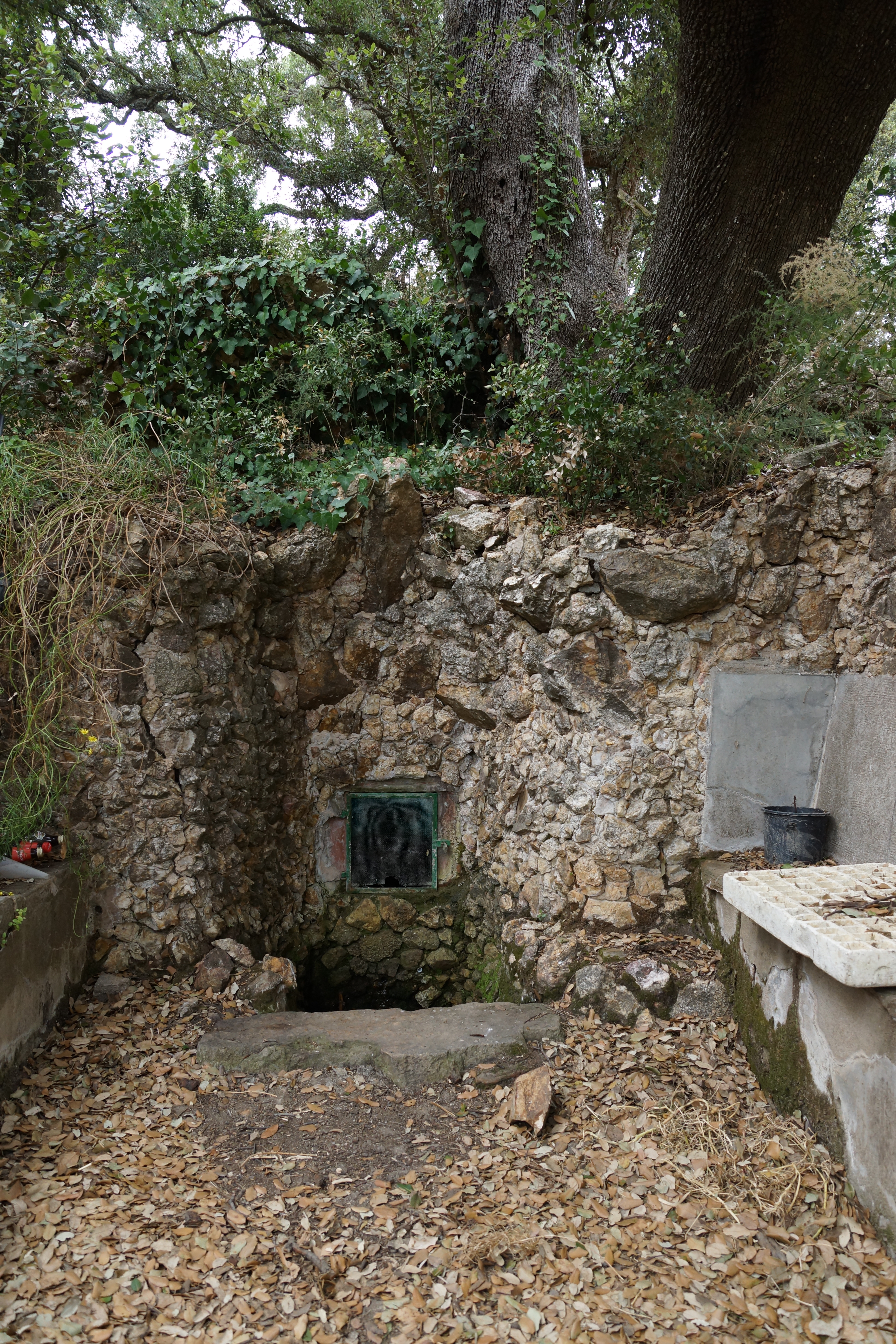
La font de Can Mont
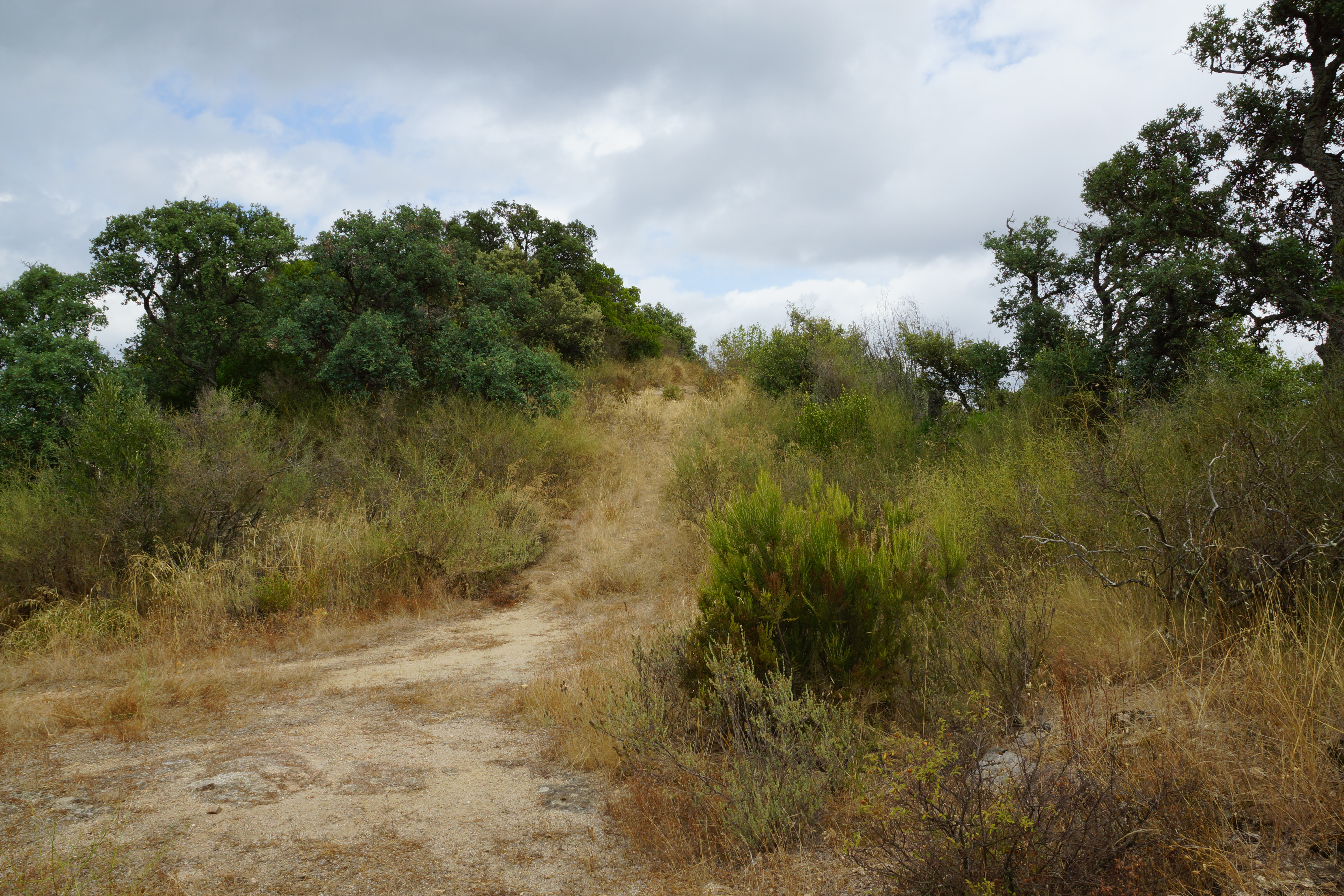
Sender
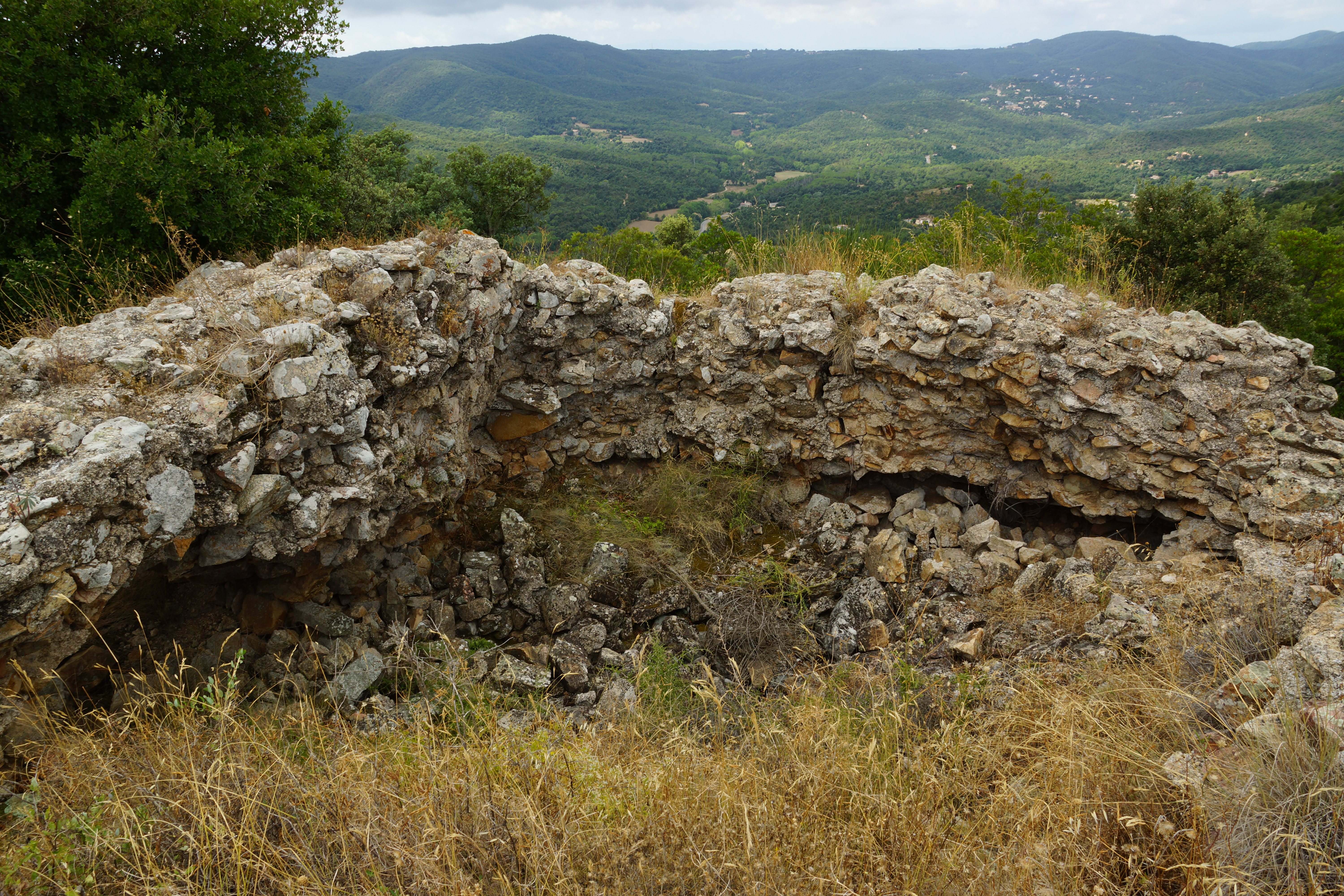
Castellbarri